# Hausu
Hausu (japanisch ハウス Hausu), international House, ist ein japanischer Horror-Experimentalfilm  von Nobuhiko Ōbayashi aus dem Jahr 1977, der von einer Schülerin handelt, die mit Freundinnen im Spukhaus ihrer Tante nächtigt.
Tōhō Video schlug Ōbayashi einen Film im Stil von Der weiße Hai (1975) vor. Inspiriert von Ängsten seiner elfjährigen Tochter steuerte er diese Ideen zum Drehbuch von Chiho Katsura bei. Nach dessen Fertigstellung vergingen zwei Jahre ohne Regisseur, letztlich durfte Ōbayashi selbst Regie führen. Der Film war ein Erfolg an den japanischen Kinokassen und bei jungem Publikum, bekam aber durchwegs schlechte Kritiken.
2009 wurde House in Nordamerika neu aufgelegt, wo er mehrheitlich positiv aufgenommen wurde.

## Handlung
Die sechzehnjährige Oshare (オシャレ, dt. „hinreißend; modern“) ist noch nicht über den Tod ihrer Mutter hinweg und will die Ferien mit ihrem Vater im Ferienhaus in Karuizawa verbringen, als ihr dieser seine neue Freundin Ryoko Ema als Begleitung vorstellt. Er möchte erneut heiraten. Kurzerhand schreibt sie ihrer Tante (Obachama), die sie in ihr Haus zu Besuch einlädt. Sie macht sich gemeinsam mit ihren nach Eigenschaften benannten Freundinnen, deren Ferienlager mit dem beliebten Lehrer Herrn Tōgō ausfällt, auf die Reise.
Neben Oshare besteht die Gruppe aus Fanta (ファンタ) der Träumerin, Kungfu (クンフー, Kunfū) der Kämpferin, der analytischen Gari (ガリ), der häuslichen Sweet (スウィート, Suwīto), Melody (メロディー, Merodī) am Klavier und Mac (マック, Makku) von beständigem Appetit.
Ein mit Melonen handelnder Obstbauer weist ihnen den Weg, der Empfang durch die vermeintliche Tante im Rollstuhl mit ihrer schneeweißen Katze ist herzlich. Spukhaftes Mobiliar betrübt sie eingangs nicht, bis Mac sich abends ohne Wiederkehr von der Gruppe entfernt. Fanta findet ihren abgetrennten Kopf schwebend am Brunnen, doch ihre Freundinnen nehmen sie nicht ernst. Indes scheint die Mobilität der Tante durch den Verzehr der verschwundenen Freundin zuzunehmen, sie kann wieder gehen und erscheint krabbelnd im Gebälk. Kungfu kann vor dem Haus auf sie zufliegendes Feuerholz abwehren, glaubt aber später, es sich nur eingebildet zu haben.
Als Oshare von ihrem Spiegelbild ergriffen und Sweet zum Bestandteil der Bodenstanduhr wird, bricht Panik aus. Kurz darauf wird Melody von einem Klavier verschlungen.
Inzwischen kommt Gari durch ein Tagebuch hinter das Geheimnis der am Krieg gescheiterten Liebe, den Verlobten der als Pilot umkam, den überdauernden Gram der einsam verstorbenen Tante.
Herr Tōgō hatte versprochen statt des abgesagten Ausflugs mitzukommen, wird aber nach nächtlicher Irrfahrt durch den Melonenhändler in eine Wagenladung Bananen verwandelt.
Bevor der Tag anbricht, wird Kungfu von Elektroinstallationen angegriffen und in die Wohnraumbeleuchtung gezogen, wobei ein Bild der Katze Schaden nimmt. Gari verliert sich blau schimmernd in den blutigen Wirbeln des Tiefparterres. Fanta sucht Zuflucht bei der neuen Hausherrin Oshare, die Teil der Welt ihrer Tante geworden ist, dabei beschädigt sie deren altes Brautkleid.
Am nächsten Morgen trifft Ryoko ein, um sich zu versöhnen, sie findet aber nur eine Kimono-tragende Oshare mit Katze. Diese eröffnet ihr, dass die anderen Mädchen noch schliefen, aber „erwachen wenn sie hungrig sind“. Abschließend lässt sie Ryoko in Flammen aufgehen.
Der Film endet in einem Monolog über Veränderung und liebevolles Gedenken an Verstorbene.

## Entstehung

### Konzeption
Nach dem Erfolg des amerikanischen Films Der weiße Hai in Japan trat Tōhō mit dem Vorschlag eines ähnlichen Konzepts an Ōbayashi. Als Inspiration diskutierte dieser die Handlung mit seiner Tochter Chigumi und folgte dem Ansatz, dass Erwachsene „nur über Dinge nachdenken die sie verstehen, während sich Kinder Unerklärliches einfallen lassen“. Zu ihren Beiträgen zählen das angreifende Spiegelbild, die Wassermelone und das menschenfressende Haus. Weitere Szenen beziehen sich auf Ängste aus ihrer Kindheit, wie etwa erdrückende Futon-Matratzen, die Bodenstanduhr ihrer Großeltern oder sich Finger am Klavier einzuklemmen.
Nobuhiko Ōbayashi teilte diese Einflüsse mit dem Drehbuchautor Chiho Katsura, der sich an eine Kurzgeschichte von Walter de la Mare erinnert fühlte, in der eine alte Frau ihre besuchenden Enkelkinder in den Schrank steckt.
Ōbayashi bezog Teile der Inhalte auf die Atombombenabwürfe auf Hiroshima und Nagasaki, er ist in Onomichi (Präfektur Hiroshima) geboren und verlor damals seine Jugendfreunde. Das Haus der Tante wartet vergeblich auf die Rückkehr ihres Geliebten aus dem Zweiten Weltkrieg. Ihre Aura der Verbitterung resultiert in einem Dämon, der die naive Folgegeneration zerfrisst. Im Film ist zwei Sekunden lang ein Atompilz zu sehen, ein Mädchen beschreibt sein Aussehen „wie Zuckerwatte“ und kichert.
Ōbayashi und Katsura hatten vor Hausu an einem Drehbuch namens Hanagatami gearbeitet. Ōbayashi gab dem Script den damals für einen japanischen Film ungewöhnlich englischen Titel House.

### Vorproduktion
Obwohl das Drehbuch von Tōhō bereits kurz nach der Präsentation freigegeben wurde, wollte kein Regisseur das Material inszenieren. Angebote von Ōbayashi wurden abgelehnt, weil er kein Mitarbeiter war, so dauerte es zwei Jahre bis Produktionsbeginn. Die Bewerbung des Films umfasste Manga, eine Romanfassung und ein Radio-Hörspiel. Ōbayashi war durch seine Experimentalfilme in Japan bereits bekannt, hatte aber noch keine Produktion in Spielfilmlänge gemacht.

### Soundtrack
Der Soundtrack wurde vorab von Nippon Columbia veröffentlicht. Der Komponist Asei Kobayashi wollte einen jugendlicheren Beitrag mit Stücken von Mickie Yoshino und dessen Band Godiego, basierend auf Yoshinos Klavierwerken. Mickie Yoshino hat an allen Liedern mitgewirkt:
1. Main Theme (ハウスーハウスのテーマ), Kobayashi Asei
2. Buggy Boogie (バギー・ブギー)
3. Hungry House Blues (ハングリー・ハウス・ブルース), Steve Fox
4. Eat (イート)
5. Sweet Dreams Of Days Gone By (いつか見た夢ーハウスのテーマより), Kobayashi Asei
6. A Letter In The Past (昨日来た手紙ーハウスのテーマより), Kobayashi Asei
7. Cherries Were Made For Eating (君は恋のチェリー), Yukihide Takekawa
8. Eat Eat (イート・イート)
9. In The Evening Mist (夜霧は銀の靴ーハウスのテーマより), Kobayashi Asei
10. Oriental Melon Man (西瓜売りのバナナ)
11. Eat Eat Eat (イート・イート・イート)
12. Love Theme (ハウスのふたりーハウス愛のテーマ), Atsushi Hashimoto, Kobayashi Asei, Ken Narita

### Besetzung
Die Besetzung rekrutiert sich großteils aus Ōbayashis vorhergehenden Arbeiten an Werbungen und Independent-Filmen. Ōbayashi hatte die beiden Jahre des Wartens genutzt, um die sieben Darstellerinnen zu casten. Lediglich Yōko Minamida und Kimiko Ikegami verfügten über Filmerfahrung. Die Rolle des Keisuke Tōgō wurde mit dem japanischen Country-Musik-Sänger Kiyohiko Ozaki besetzt, einem Freund des Regisseurs. Nebenrollen bekleiden Crew-Mitglieder und deren Angehörige. Chigumi Ōbayashi ist kurz zu sehen, der Produktionsdesigner spielt einen Schuster, der Komponist Asei Kobayashi tritt als Melonenverkäufer auf.

### Dreharbeiten
Ōbayashi erinnert sich, dass Tōhō ihm vermittelte, es leid zu sein, mit verständlichen Filmen Anteile zu verlieren und ihn deshalb machen lasse, was sie unverständlich und lächerlich fänden. Nach dem Erfolg des Radio-Hörspiels durfte er mit der Filmproduktion fortfahren. Er erhielt eine Ausnahmegenehmigung ohne Anstellung Regie führen zu dürfen. Hausu wurde bei Tōhō ohne Storyboard während eines Zeitraums von zwei Monaten gedreht. Ôbayashi beschreibt die Stimmung am Dreh als optimistisch, es wurde gesungen und Quiz gespielt. Abgesehen von unterhaltsamen Drehtagen fanden beteiligte Tōhō-Mitarbeiter den Film Nonsens. Die Spezialeffekte des Films stammen von Ōbayashi und dem Kameramann Tatsuo Shimamura, mit beabsichtigt unrealistischer Optik wie von Kinderhand. Das Ergebnis vieler dieser Effekte zeigte sich erst bei Fertigstellung des Films, manchmal nicht nach Ōbayashis Vorstellung.

## Veröffentlichung
Hausu wurde am 30. Juli 1977 veröffentlicht. Das erste Release erfolgte als Double Feature mit der Romanze Pure Hearts in Mud. In Deutschland wurde der Film erstmals am 23. Juli 2006 im Rahmen des Fantasy Filmfests in München gezeigt, seit Oktober 2006 ist von Rapid Eye Movies eine ungekürzte Fassung mit deutschen Untertiteln verfügbar.
In den USA hatte der Film im September 1977 Uraufführung. Er wurde aber erst 2009 einer breiteren Öffentlichkeit gezeigt, nachdem Janus Films die Vertriebsrechte erworben hatte. Nach Anfragen von Kinos lief er bei zwei ausverkauften Vorstellungen am New York Asian Film Festival 2009. 2010 bis 2011 war er untertitelt in amerikanischen Kinos zu sehen. Im Vereinigten Königreich wird Hausu unter den Masters of Cinema vertrieben. Auf einer Bonus-DVD befinden sich Interviews mit der Besetzung und der Crew sowie ein Kinotrailer. Im Oktober 2010 wurde Hausu in The Criterion Collection als DVD und Blu-ray veröffentlicht.
1997 erschien der Film in Japan auf Laserdisc, 2001 auf DVD. 2015 brachte Tōhō den Film als Teil der Tōhō Masterpiece Collection erneut auf DVD heraus.

## Rezeption
Tōhō erwartete 1977 keinen Erfolg in den Kinos und war überrascht über die hohen Besucherzahlen bei vorwiegend jungem Publikum. In Japan erhielt der Film nach der Erstaufführung nur wenige Kritiken, die allgemein negativ ausfielen und Schwierigkeiten hatten ihn einzuordnen. Manche sprachen dem Werk ab, ein Film zu sein.
In Europa und Nordamerika fand der Film erst etwa 30 Jahre später Beachtung, wo er für seinen unkonventionellen Stil und seine Unvorhersehbarkeit gelobt wurde. So erfasste der US-amerikanische Aggregator Rotten Tomatoes 91 % wohlwollende Kritiken.

„Einerseits ein verspielter Horrorfilm voller Kitsch und Bonbonfarben, dessen ausgefeilt-stilisierte Bilder an Jungmädchen-Fantasien erinnern, andererseits eine blutige Fantasie, die sich zu den bizarrsten Tötungsarten versteigt. Ein völlig übertriebener Film, der in Fan-Kreisen Kultstatus erreichte.“

„In wieweit das extravagante und unter Umständen in der Tat bewusstseinserweiternde Etwas, das Hausu darstellt, auf ästhetische Reflektion zurückzuführen ist und nicht etwa auf exzessiven Drogenkonsum aller Beteiligten, kann heute nicht mehr geklärt werden. Interessiert natürlich auch gar nicht. Denn die ungebändigte Lust am Experiment, das Vertrauen in die Möglichkeiten des Mediums Film und der anarchische Wille zur Zerstörung aller denkbaren Konventionen und Zuschauererwartungen machen Obayashis Erstling in jedem Fall zu einem sinnlichen und intellektuellen Erlebnis, das seinesgleichen sucht.“

„Delirant, geistesgestört, ausgeflippt oder einfach nur gone, baby, gone“

Nobuhiko Ôbayashi gewann den Blue Ribbon Award 1977 für den besten neuen Regisseur.